# Jan Pytlick
Jan Pytlick (* 5. Juni 1967 in Thurø) ist ein aus Dänemark stammender Handballtrainer. Er trainierte die dänische Frauen-Handballnationalmannschaft von 1998 bis 2006 sowie von 2007 bis 2014.

## Karriere
Der gelernte Maurer spielte in seiner Jugend beim dänischen Verein GOG selbst Handball, musste dies aber im Alter von 19 Jahren wegen einer Schulterverletzung aufgeben und wurde Handballtrainer. Er trainierte die Vereine Team Esbjerg und GOG, bevor er im Jahr 1998 vom Dänischen Handballverband als Nachfolger von Trainer Ulrik Wilbek verpflichtet wurde.
Zu seinen Erfolgen als Trainer der Nationalmannschaft zählen der zweite Platz bei der Europameisterschaft 1998, zwei Olympiasiege (Olympische Spiele 2000 und Olympische Spiele 2004), der Gewinn der Europameisterschaft 2002, der zweite Platz bei der Europameisterschaft 2004 sowie der dritte Platz bei der Weltmeisterschaft 2013.
Nach der Weltmeisterschaft im Jahr 2005, bei der das Team den 4. Platz belegte, nahm Jan Pytlick ein Angebot des Vereins GOG an. Im März 2007 gab Pytlick das Traineramt von GOG ab und übernahm erneut das Amt des Nationaltrainers, als Nachfolger des zurückgetretenen Brian Lyngholm.
Von Februar 2015 bis Januar 2016 stand Pytlick beim mazedonischen Verein ŽRK Vardar SCBT unter Vertrag, wo er als Berater für die Trainerin Indira Kastratović tätig war. Ab der Saison 2016/17 trainierte er den dänischen Erstligisten Odense Håndbold. Nachdem Odense im Dezember 2019 das dänische Pokalfinale verloren hatte, wurde er entlassen. Zur Saison 2020/21 übernahm er die Männermannschaft von SønderjyskE Håndbold. Im Sommer 2022 beendete er seine Laufbahn als Vereinstrainer. Zwischen August 2022 und April 2023 betreute er die saudi-arabische Nationalmannschaft.

## Privates
Jan Pytlick ist mit der ehemaligen Handballnationalspielerin Berit Bogetoft verheiratet. Gemeinsam haben sie drei Kinder, Simon, Camilla und Josephine, die ebenfalls Handball spielen. Sein Schwager ist der ehemalige Handballnationaltorwart Søren Haagen.